# Abbaye de Saint-Lazare de Cambrai
L'Abbaye de Saint-Lazare était une abbaye de femmes établie à Cambrai au pied du Mont-des-Bœufs, vers 1116 par l'évêque Burchard.